# Stor-Hedtjärnen, Västerbotten
Stor-Hedtjärnen är en sjö i Norsjö kommun i Västerbotten och ingår i Skellefteälvens huvudavrinningsområde. Sjön har en area på 0,053 kvadratkilometer och ligger 347,9 meter över havet. Sjön avvattnas av vattendraget Villbäcken.

## Delavrinningsområde
Stor-Hedtjärnen ingår i det delavrinningsområde (721668-166630) som SMHI kallar för Mynnar i Norsjöån. Medelhöjden är 318 meter över havet och ytan är 35,57 kvadratkilometer. Det finns inga avrinningsområden uppströms utan avrinningsområdet är högsta punkten. Villbäcken som avvattnar avrinningsområdet har biflödesordning 4, vilket innebär att vattnet flödar genom totalt 4 vattendrag innan det når havet efter 103 kilometer. Avrinningsområdet består mestadels av skog (75 procent) och sankmarker (11 procent). Avrinningsområdet har 0,41 kvadratkilometer vattenytor vilket ger det en sjöprocent på 1,2 procent.